# Charlotte Becker
Charlotte Becker (Datteln, 19 maggio 1983) è un'ex ciclista su strada e pistard tedesca attiva tra le Elite dal 2006 al 2022. Ha vinto due titoli nazionali su strada, uno in linea e uno a cronometro.

## Carriera

### 2004-2010: gli esordi e i titoli nazionali
Dopo le due vittorie consecutive nella corsa a punti Under-23 ai campionati europei su pista, passò professionista su strada nel 2006 con la Fenixs-Colnago, squadra italo-russa allora capitanata da Svetlana Bubnenkova; proprio nell'anno del salto nella massima categoria si aggiudicò la prova a cronometro dei campionati tedeschi su strada.
A partire dal 2007 vestì per tre stagioni la divisa dell'Equipe Nürnberger Versicherung, importante team tedesco con sede a Norimberga. Nel gennaio 2008 si impose per la prima volta in una tappa di Coppa del mondo su pista, a Los Angeles nello scratch; in giugno subì quindi la frattura della clavicola sinistra dopo una caduta alla Iurreta-Emakumeen Bira in Spagna. Presto ristabilitasi, in settembre fece sua l'undicesima edizione dello Holland Tour, corsa a tappe nei Paesi Bassi. L'anno seguente conseguì altre tre vittorie su strada, compresa una frazione del Thüringen Rundfahrt.
Nel gennaio 2010 firma per il Cervélo TestTeam, raggiungendo le connazionali Sarah Düster e Claudia Häusler. Dopo alcuni piazzamenti tra Ronde van Drenthe e Tour of Chongming Island, ai primi di giugno si aggiudica il Gran Premio Ciudad de Valladolid, sesta prova della Coppa del mondo 2010, battendo in volata le compagne di fuga Judith Arndt e Annemiek van Vleuten; tre settimane dopo è in particolare evidenza anche sulle strade del campionato nazionale: conclude infatti al secondo posto la cronometro – battuta dalla sola Arndt – e si impone nella gara in linea precedendo ancora Arndt e Trixi Worrack con uno scatto sulla salita finale. In dicembre viene quindi eletta ciclista tedesca dell'anno tramite sondaggio della rivista specializzata Radsport: alle sue spalle, nelle preferenze, Judith Arndt e Ina-Yoko Teutenberg.

### Dal 2011: gli ultimi anni

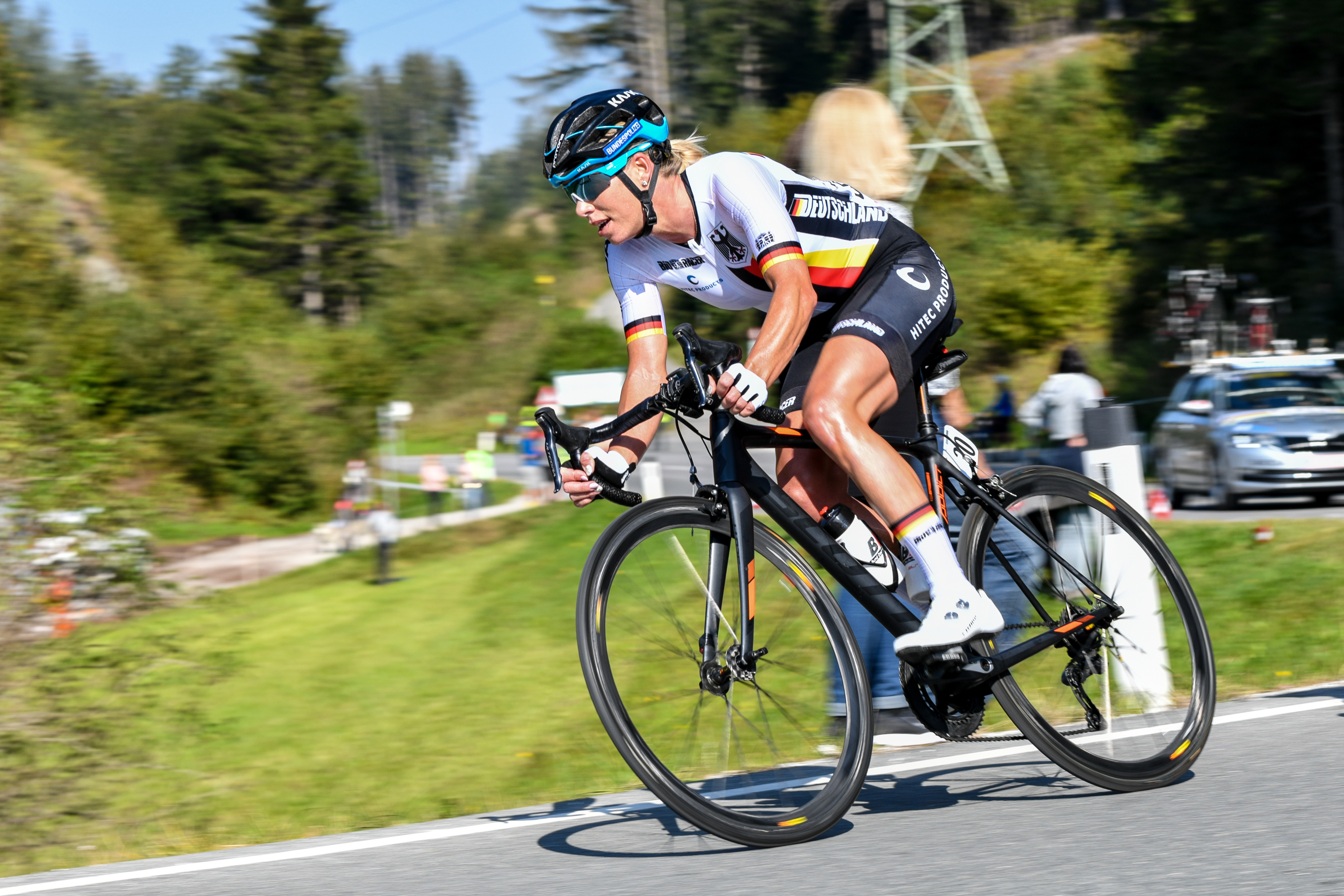
Charlotte Becker al campionato del mondo di ciclismo su strada del 2018 a Innsbruck

Per la stagione 2011 si accasa al team statunitense HTC-Highroad, diretto da Ronny Lauke; l'annuncio del trasferimento era già stato dato nell'ottobre precedente. Con la nuova maglia ottiene due successi, in agosto nella terza tappa del Trophée d'Or e il mese seguente nella sesta tappa del Giro della Toscana-Memorial Fanini. Insieme alle compagne della HTC-Highroad si aggiudica anche, come già nel 2010 (quando era alla Cervélo), l'Open de Suède Vargarda TTT, gara di Coppa del mondo. In ottobre coglie infine la medaglia d'argento nell'inseguimento a squadre ai campionati europei di Apeldoorn.
Nel 2012 passa alla Specialized-Lululemon, la formazione fondata da Kristy Scrymgeour dopo lo scioglimento della HTC-Highroad. Durante la stagione non coglie vittorie individuali; con le compagne della Specialized conferma però il successo all'Open de Suède Vargarda TTT e si aggiudica il titolo iridato della cronometro a squadre ai campionati del mondo di Valkenburg. Nella stessa annata si classifica seconda ai campionati tedeschi in linea, battuta dalla sola Arndt, e partecipa alla corsa in linea dei Giochi olimpici di Londra.
Per la stagione 2013 si trasferisce nei Paesi Bassi, tra le file del Team Argos-Shimano. Gareggia con la formazione olandese per i primi cinque mesi dell'anno – non coglie però successi – e si trasferisce poi, in giugno, al team Wiggle-Honda. Con la maglia della formazione britannica vince, nel 2014, una tappa e la classifica finale del Tour of Zhoushan Island in Cina, e si classifica terza ai campionati tedeschi a cronometro. Nel 2015 passa tra le file della squadra norvegese Hitec Products.

## Palmarès

### Strada
- 2005 (Red Bull-Stadtwerke Frankfurt am Oder, una vittoria)

2ª tappa Eko Tour Dookola Polski
- 2006 (Fenix-Colnago, una vittoria)

Campionati tedeschi, Cronometro
- 2008 (Equipe Nürnberger Versicherung, due vittorie)

Classifica generale Holland Tour
Cologne Classic
- 2009 (Equipe Nürnberger Versicherung, tre vittorie)

2ª tappa Thüringen Rundfahrt
1ª tappa Albstadt Etappenrennen
Classifica generale Albstadt Etappenrennen
- 2010 (Cervélo TestTeam, due vittorie)

Gran Premio Ciudad de Valladolid
Campionati tedeschi, Gara in linea
- 2011 (HTC-Highroad, due vittorie)

3ª tappa Trophée d'Or
6ª tappa Giro della Toscana-Memorial Fanini (Lucca > Firenze)
- 2014 (Wiggle-Honda, due vittorie)

1ª tappa Tour of Zhoushan Island (Shengsi > Shengsi)
Classifica generale Tour of Zhoushan Island
- 2016 (Hitec Products, una vittoria)

94.7 Challenge
- 2017 (Hitec Products, due vittorie)

2ª tappa Tour of Zhoushan Island (Zhoushan > Zhoushan)
Classifica generale Tour of Zhoushan Island
- 2018 (Hitec Products-Birk Sport, tre vittorie)

2ª tappa Tour of Chongming Island (Chongming Fenghuang Park > Chongming Xincheng Park)
Classifica generale Tour of Chongming Island
2ª tappa Tour of Zhoushan Island (Zhoushan > Zhoushan)

#### Altri successi
- 2009 (Equipe Nürnberge Versicherung)

2ª tappa Tour de l'Aude (cronosquadre)
- 2010 (Cervélo TestTeam)

Open de Suède Vargarda TTT (cronosquadre)
- 2011 (HTC-Highroad Women)

Open de Suède Vargarda TTT (cronosquadre)
2ª tappa Trophée d'Or (cronosquadre)
1ª tappa Giro della Toscana-Memorial Fanini (Viareggio, cronosquadre)
- 2012 (Specialized-Lululemon)

Open de Suède Vargarda TTT (cronosquadre)
2ª tappa Holland Tour (Dronten, cronosquadre)
Campionati del mondo, Cronosquadre

### Pista
- 2004

Campionati europei, Corsa a punti Under-23
- 2005

Campionati europei, Corsa a punti Under-23
- 2008

3ª tappa Coppa del mondo 2007-2008, Scratch (Los Angeles)
Campionati tedeschi, Inseguimento individuale
- 2010

Campionati tedeschi, Inseguimento individuale
- 2012

Grand Prix Perth, Scratch
Grand Prix Perth, Corsa a punti
- 2016

Campionati tedeschi, Corsa a punti
- 2017

Grand Prix Prostějov, Scratch
Campionati tedeschi, Omnium
- 2018

Campionati tedeschi, Scratch
Campionati tedeschi, Corsa a punti

## Piazzamenti

### Grandi Giri
- Giro d'Italia

2006: 52ª
2007: ritirata (8ª tappa)
2008: 42ª
2009: ritirata (8ª tappa)
2011: 86ª
2012: 38ª
2013: 58ª
2014: 54ª
2016: ritirata (5ª tappa)
2017: 47ª
2019: 73ª

### Competizioni mondiali
- Campionati del mondo su strada

Lisbona 2001 - Cronometro Juniores: 5ª
Lisbona 2001 - In linea Juniores: 6ª
Stoccarda 2007 - Cronometro Elite: 18ª
Varese 2008 - Cronometro Elite: 9ª
Varese 2008 - In linea Elite: 71ª
Mendrisio 2009 - In linea Elite: ritirata
Melbourne 2010 - Cronometro Elite: 14ª
Melbourne 2010 - In linea Elite: ritirata
Copenaghen 2011 - In linea Elite: 38ª
Limburgo 2012 - Cronosquadre: vincitrice
Limburgo 2012 - In linea Elite: 34ª
Toscana 2013 - Cronosquadre: 6ª
Ponferrada 2014 - In linea Elite: 53ª
Richmond 2015 - Cronosquadre: 10ª
Richmond 2015 - In linea Elite: ritirata
Doha 2016 - Cronosquadre: 6ª
Bergen 2017 - Cronosquadre: 9ª
Bergen 2017 - In linea Elite: ritirata
Innsbruck 2018 - In linea Elite: ritirata
- Campionati del mondo su pista

Los Angeles 2005 - Scratch: 9ª
Los Angeles 2005 - Corsa a punti: 9ª
Palma di Maiorca 2007 - Corsa a punti: 8ª
Manchester 2008 - Inseguimento a squadre: 3ª
Manchester 2008 - Corsa a punti: 16ª
Pruszków 2009 - Inseguimento individuale: 11ª
Pruszków 2009 - Inseguimento a squadre: 7ª
Pruszków 2009 - Omnium: 11ª
Ballerup 2010 - Inseguimento individuale: 16ª
Ballerup 2010 - Inseguimento a squadre: 7ª
Ballerup 2010 - Omnium: 7ª
Apeldoorn 2011 - Inseguimento a squadre: 7ª
Melbourne 2012 - Inseguimento a squadre: 8ª
Melbourne 2012 - Scratch: 13ª
Saint-Quentin-en-Yv. 2015 - Inseg. a squadre: 7ª
Londra 2016 - Inseguimento a squadre: 10ª
Londra 2016 - Scratch: 9ª
Hong Kong 2017 - Inseguimento a squadre: 14ª
Hong Kong 2017 - Corsa a punti: 5ª
Apeldoorn 2018 - Inseguimento a squadre: 5ª
Apeldoorn 2018 - Corsa a punti: 5ª
Pruszków 2019 - Inseguimento a squadre: 6ª
- Giochi olimpici

Londra 2012 - In linea: fuori tempo massimo
Londra 2012 - Inseguimento a squadre: 8ª
Rio de Janeiro 2016 - Inseguimento a squadre: 9ª

### Competizioni europee
- Campionati europei su strada

Otepää 2004 - Cronometro Under-23: 5ª
Herning 2017 - Cronometro Elite: 11ª
Herning 2017 - In linea Elite: ritirata
Glasgow 2018 - In linea Elite: ritirata
Alkmaar 2019 - In linea Elite: 15ª
Plouay 2020 - In linea Elite: ritirata
- Campionati europei su pista

Büttgen 2002 - Inseguimento individuale Under-23: 5ª
Büttgen 2002 - Scratch Under-23: 10ª
Büttgen 2002 - Corsa a punti Under-23: 5ª
Mosca 2003 - Inseguimento individuale Under-23: 7ª
Mosca 2003 - Scratch Under-23: 8ª
Valencia 2004 - Inseguimento individuale Under-23: 5ª
Valencia 2004 - Scratch Under-23: 5ª
Valencia 2004 - Corsa a punti Under-23: vincitrice
Fiorenzuola d'Arda 2005 - Inseguimento individuale Under-23: 7ª
Fiorenzuola d'Arda 2005 - Scratch Under-23: 10ª
Fiorenzuola d'Arda 2005 - Corsa a punti Under-23: vincitrice
Apeldoorn 2011 - Inseguimento a squadre Elite: 2ª
Baie-Mahault 2014 - Corsa a punti Elite: 9ª
Saint-Quentin-en-Yvelines 2016 - Corsa a punti Elite: 4ª
Berlino 2017 - Inseguimento a squadre Elite: 8ª
Berlino 2017 - Corsa a punti Elite: 6ª
Glasgow 2018 - Inseguimento a squadre Elite: 3ª
Glasgow 2018 - Corsa a punti Elite: 7ª

## Riconoscimenti
- Ciclista tedesca dell'anno nel 2010[7]